# Magoarenn
 (août 2025).
Motif : l'utilisateur qui a apposé ce bandeau n'a pas précisé le motif de la pose.
- Archive Wikiwix
- Bing
- Cairn
- DuckDuckGo
- E. Universalis
- Gallica
- Google
- G. Books
- G. News
- G. Scholar
- Persée
- Qwant
- (zh) Baidu
- (ru) Yandex

| 1. | Préciser le motif de la pose du bandeau. | Précisez le motif de la pose du bandeau en utilisant la syntaxe suivante : {{admissibilité à vérifier\|date=août 2025\|motif=remplacez ce texte par le motif}}                 |
| 2. | Informer les utilisateurs concernés.     | Pensez à avertir le créateur de l'article, par exemple, en insérant le code ci-dessous sur sa page de discussion : {{subst:avertissement admissibilité à vérifier\|Magoarenn}} |

 (août 2025).
Si vous disposez d'ouvrages ou d'articles de référence ou si vous connaissez des sites web de qualité traitant du thème abordé ici, merci de compléter l'article en donnant les références utiles à sa vérifiabilité et en les liant à la section « Notes et références ».
 (août 2025).
La mise en forme du texte ne suit pas les recommandations de Wikipédia : il faut le « wikifier ».
Les points d'amélioration suivants sont les cas les plus fréquents :
- Les titres sont pré-formatés par le logiciel. Ils ne sont ni en capitales, ni en gras.
- Le texte ne doit pas être écrit en capitales (les noms de famille non plus), ni en gras, ni en italique, ni en « petit »…
- Le gras n'est utilisé que pour surligner le titre de l'article dans l'introduction, une seule fois.
- L'italique est rarement utilisé : mots en langue étrangère, titres d'œuvres, noms de bateaux, etc.
- Les citations ne sont pas en italique mais en corps de texte normal. Elles sont entourées par des guillemets français : « et ».
- Les listes à puces sont à éviter, des paragraphes rédigés étant largement préférés. Les tableaux sont à réserver à la présentation de données structurées (résultats, etc.).
- Les appels de note de bas de page (petits chiffres en exposant, introduits par l'outil «  Source ») sont à placer entre la fin de phrase et le point final[comme ça].
- Les liens internes (vers d'autres articles de Wikipédia) sont à choisir avec parcimonie. Créez des liens vers des articles approfondissant le sujet. Les termes génériques sans rapport avec le sujet sont à éviter, ainsi que les répétitions de liens vers un même terme.
- Les liens externes sont à placer uniquement dans une section « Liens externes », à la fin de l'article. Ces liens sont à choisir avec parcimonie suivant les règles définies. Si un lien sert de source à l'article, son insertion dans le texte est à faire par les notes de bas de page.
- La présentation des références doit suivre les conventions bibliographiques. Il est recommandé d'utiliser les modèles {{Ouvrage}}, {{Chapitre}}, {{Article}}, {{Lien web}} et/ou {{Bibliographie}}. Le mode d'édition visuel peut mettre en forme automatiquement les références.
- Insérer une infobox (cadre d'informations à droite) n'est pas obligatoire pour parachever la mise en page.

Pour une aide détaillée, merci de consulter Aide:Wikification.
Si vous pensez que ces points ont été résolus, vous pouvez retirer ce bandeau et améliorer la mise en forme d'un autre article.
Magoarenn
Magoarenn est l'un des plus vieux murs de Bretagne conservé de manière intacte. Il fut construit en 1223 par le père Awen (en breton : un oberenn g' Awen kozh), connu pour être le premier prêtre tatoué de Bretagne. En effet, au fur à mesure de la construction de son mur, à chaque pierre ajoutée, il se tatouait celle-ci (ou parfois un caillou, selon la taille de ses matériaux) sur le bras gauche.

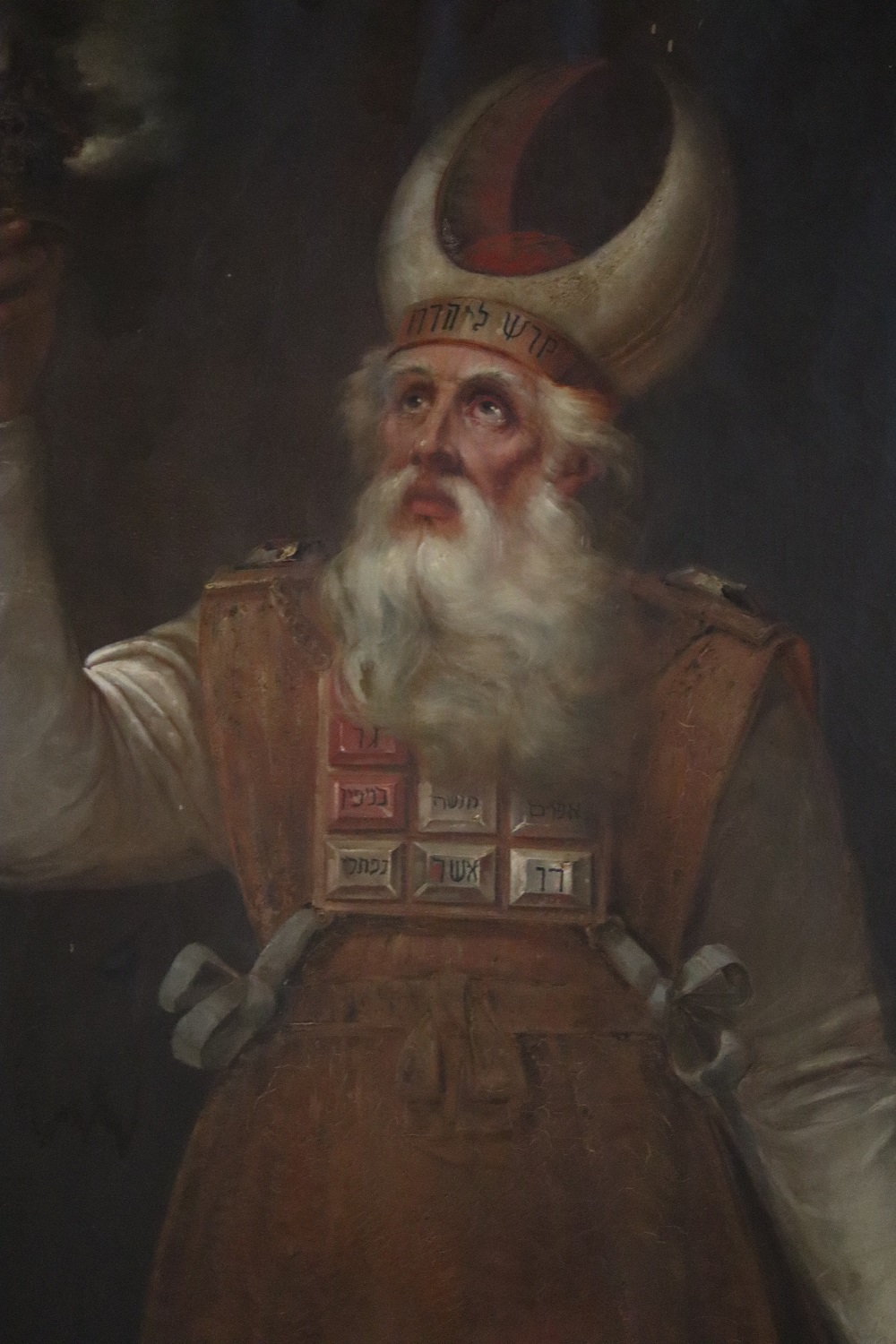
Prêtre Awen

Chaque pierre sélectionnée rend hommage à la divinité, en particulier en l'honneur du dieu celtique Cunomaglus, vénéré par père Awen.
Le mur a pour dimensions originelles : 2m03 de hauteur, entre 27 et 33cm de profondeur, et 2m08 de longueur. Aujourd'hui, malgré le travail acharné du Rassemblement Autour des Petits Murs Bretons (RAPM), du mur n'est conservée qu'une unique pierre.

Le dernière pierre du Magoarenn se situe dans la commune de Paimpol, dans les Côtes-d'Armor.

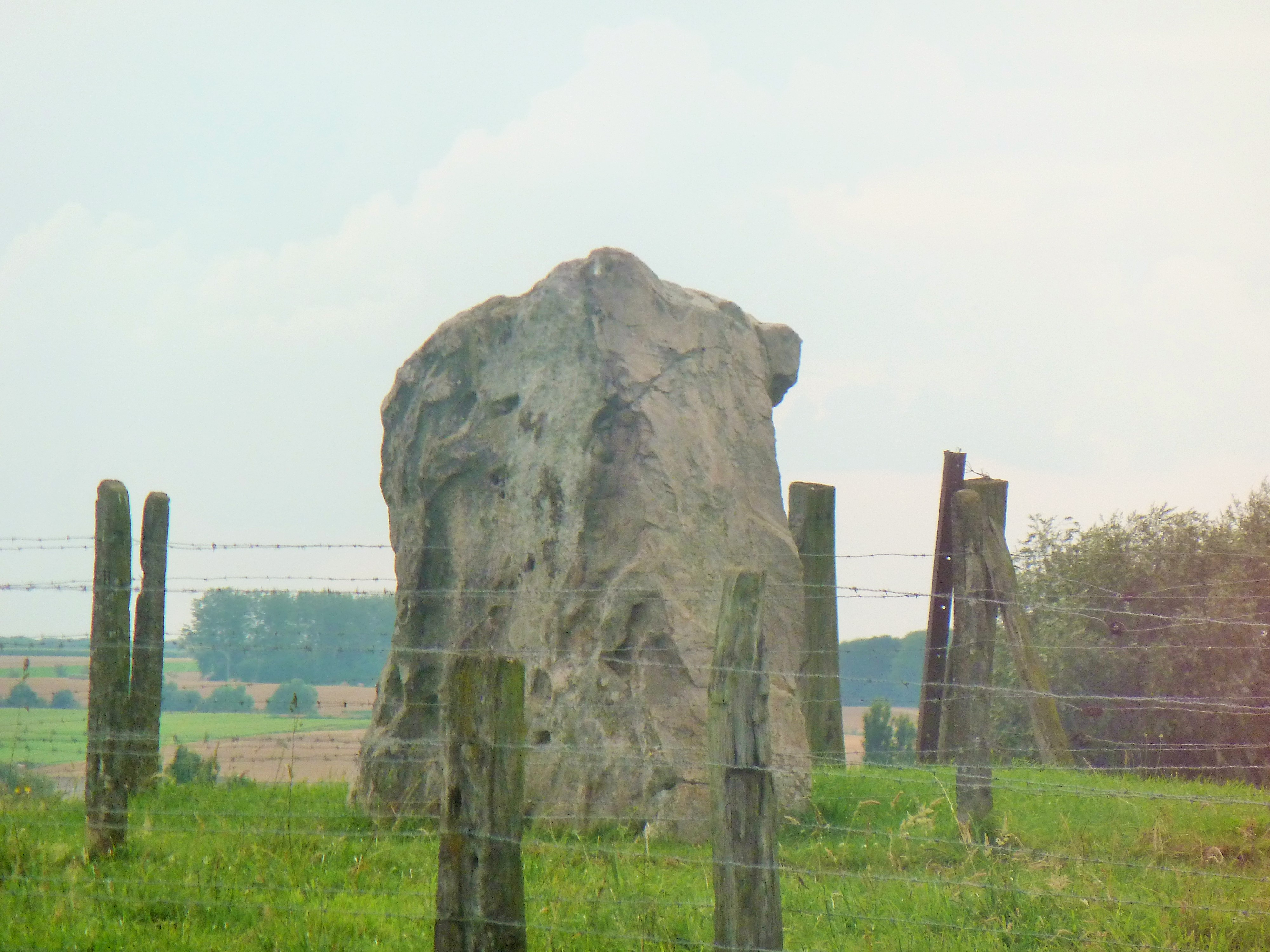
Dernière pierre du mur Magoarenn

| Année/nombre de visiteurs du Magoarenn |       |
| -------------------------------------- | ----- |
| 1225                                   | 34    |
| 1325                                   | 56    |
| 1578                                   | 21    |
| 1890                                   | 176   |
| 1904                                   | 9     |
| 2010                                   | 13000 |